# 英国陆军部 (1964年至今)
陆军部（英語：Army Board）是英国国防部下辖的指挥陆军的机构。

## 历史
英国旧陆军部成立于17世纪，1964年时，英国政府将旧陆军部、旧海军部、旧空军部合并为国防部，陆军部降为国防部的二级单位。

## 组成人员
英国陆军部由陆军总参谋长、陆军副总参谋长、陆军助理总参谋长、本土司令部司令、野战部队司令、陆军总装备长、陆军总军士长组成。